# Catedral de la Santísima Trinidad (Žilina)
La Catedral de la Santísima Trinidad o simplemente Catedral de Žilina (en eslovaco: Katedrála Najsvätejšej Trojice) es una iglesia católica de rito romano en Žilina, Eslovaquia. Es uno de los monumentos más significativos de la ciudad. Junto con la Torre del Burian es una imagen típicoa de la ciudad.
La iglesia fue construida alrededor de 1400. El castillo de Žilina se supone que es ya estaba allí tan temprano como el siglo XIII, de lo cual hay documentos desde 1318 a 1454. Fue consagrada originalmente a María, pero en el siglo XVI  fue consagrada de nuevo como el Iglesia de la Santa Trinidad. se añadió la capilla de Juan de Nepomuceno en 1762. La iglesia se quemó tres veces, en 1678, 1848 y parte de 1886. Las tres naves de la iglesia eran originalmente de estilo gótico, pero después de una reconstrucción fue diseñada con el estilo renacentista. La última gran reconstrucción de la iglesia se llevó a cabo en 1942.
El retablo mayor en el altar mayor representa la Santa Trinidad, los altares laterales representan a la Inmaculada Concepción y el crucifijo, y cerca de la entrada hay una imagen de Santa Ana. En el complejo de la iglesia se encuentra separada la torre de Burian, construida en la primera mitad del siglo XVI. La torre ofrece una buena vista de la parte medieval conservada de la ciudad.
Desde febrero de 2008, la iglesia es la catedral de la diócesis de Žilina.

## Véase también

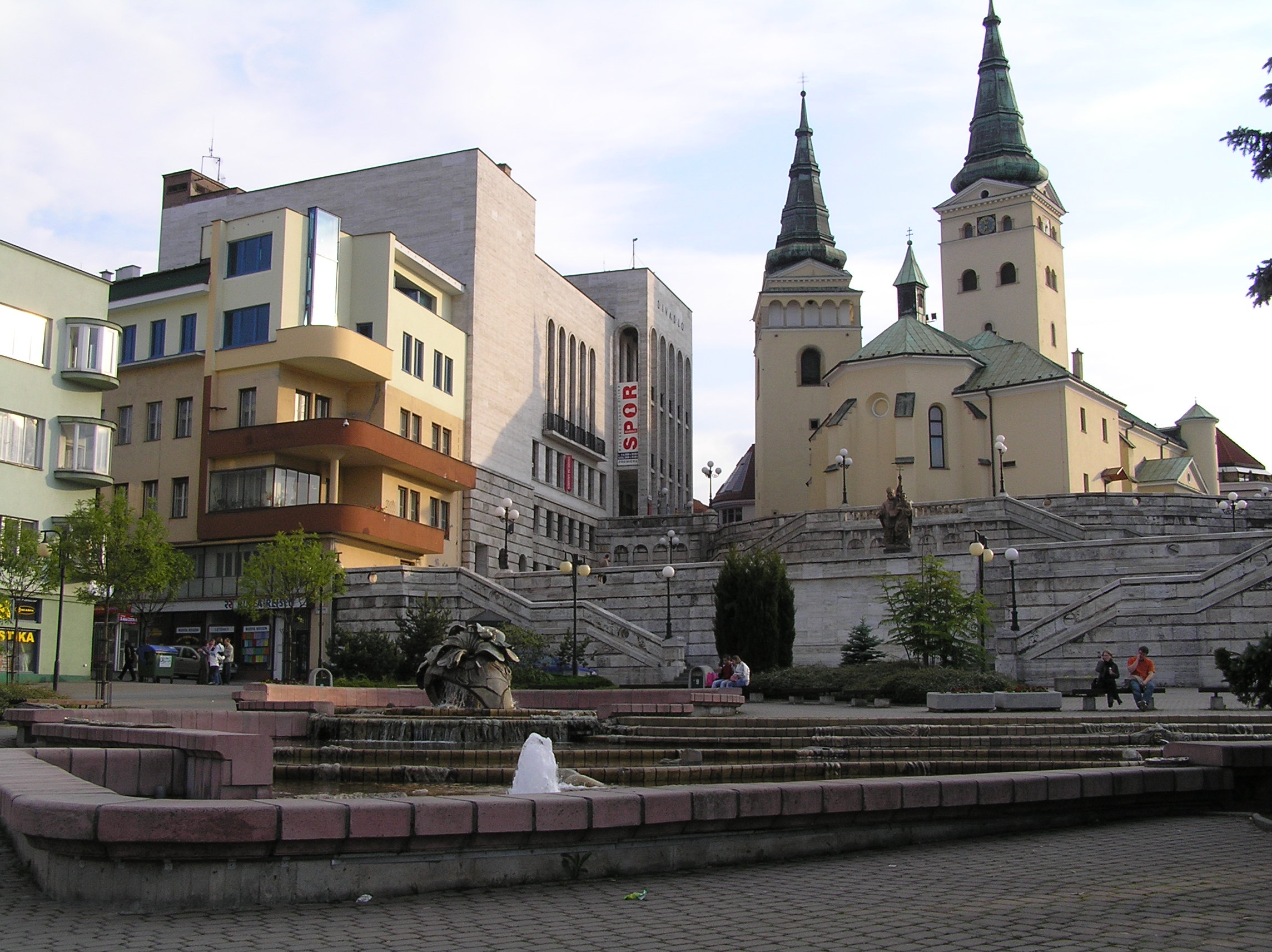
Otra vista del templo